# نيكيتا خوخلوف
نيكيتا خوخلوف (25 أبريل 1996 - ) (بالروسية: Никита Сергеевич Хохлов)‏ هو لاعب كرة قدم روسي في مركز الدفاع. لعب مع سوكول ساراتوف ‏.

## وصلات خارجية
- نيكيتا خوخلوف على موقع قاعدة بيانات كرة القدم.إي يو (الإنجليزية)